# Dicranota gibbera
Dicranota (Rhaphidolabis) gibbera là một loài ruồi trong họ Pediciidae. Loài này phân bố ở het Palearctisch en Oriëntaals gebied.